# Mirjam Veglio
Mirjam Veglio (* 3. August 1967 in Bern; heimatberechtigt in Corzoneso) ist eine Schweizer Politikerin (SP).

## Politik
Mirjam Veglio war von 2000 bis 2010 Mitglied des Grossen Gemeinderates (Legislative) von Zollikofen, wo sie von 2002 bis 2004 der Baukommission und von 2008 bis 2010 der Geschäftsprüfungskommission angehörte. 2010 wurde sie zur Vizepräsidentin des Grossen Gemeinderates gewählt. 2011 wurde Veglio in den Gemeinderat (Exekutive) von Zollikofen gewählt und übernahm das Departement Soziales und Gesundheit. 2013 wurde sie zur Vizegemeindepräsidentin gewählt und 2017 übernahm sie das Departement Bau und Umwelt. Am 1. März 2017 schaffte sie den Sprung in den Grossen Rat des Kantons Bern, wo sie der Sicherheitskommission angehörte. Bei den Grossratswahlen 2022 verpasste sie ihre Wiederwahl.
Von 2005 bis 2010 war Mirjam Veglio Präsidentin der SP Zollikofen und seit 2019 ist sie Co-Präsidentin der SP Kanton Bern. Sie ist Stiftungsratspräsidentin der Rudolf Trabold Stiftung in Zollikofen und Vorstandsmitglied der SRG Bern/Freiburg/Wallis.

## Leben
Mirjam Veglio wuchs im Tscharnergut in Bern-Bethlehem auf, wo sie auch die Volksschule besuchte. Sie machte nach einer Verkaufslehre berufsbegleitend das Handelsdiplom und arbeitete anschliessend als Kauffrau. Später folgte ein Management- und höheres Wirtschaftsdiplom und schliesslich eine Ausbildung zur Betriebsökonomin. Mirjam Veglio hat zwei Kinder. Sie lebt in Zollikofen.